# Дюдяев, Геннадий Тимофеевич
Геннадий Тимофеевич Дюдяев (16 июля 1947 — 19 ноября 2009) — российский государственный деятель, председатель Кемеровского облсовета (1999—2007), депутат Государственной Думы Российской Федерации (1993—1996, 2007—2009).

## Биография
Окончил Кемеровский совхоз-техникум (1969), Новосибирский сельскохозяйственный институт по специальности «ученый агроном» (1984). Кандидат сельскохозяйственных наук (тема диссертации — «Почвенно-агрофизические и агрономические аспекты минимизации обработки выщелоченных черноземов Кузнецкой котловины»).
С 1964 г. в колхозе «Победа» Ленинск-Кузнецкого района Кемеровской области.
- тракторист (1964)
- бригадир-полевод (1971—1974).
- управляющий производственным участком (1974—1978).
- главный агроном (1979—1981).
- председатель колхоза (1982—1989).

С 1990 по 1992 год — председатель Совета Ленинск-Кузнецкого районного агропромышленного объединения (РАПО). В 1992 году — председатель Аграрного союза Кемеровской области.
В 1989[уточнить]—1993 гг. — народный депутат РСФСР,
в 1993—1996 гг. — депутат Государственной Думы РФ. Состоял во фракции АПР.
В 1996—1997 гг. — заместитель главы администрации Ленинск-Кузнецкого района Кемеровской области,
в 1997—1999 гг. — заместитель главы Кемеровской области, курировал агропромышленный комплекс.
В 1999—2007 гг. — председатель Кемеровского областного Совета народных депутатов.
В 1999—2001 гг. — член Совета Федерации, член Комитета СФ по аграрной политике.
С 2007 г. — депутат Государственной Думы РФ. Член фракции «Единая Россия».

## Награды и звания
Награждён орденом Почёта (2005).
Заслуженный землеустроитель Российской Федерации, Заслуженный работник сельского хозяйства Российской Федерации.
Почётный гражданин Кемеровской области.